# Phractura bovei
Phractura bovei är en fiskart som först beskrevs av Perugia 1892.  Phractura bovei ingår i släktet Phractura och familjen Amphiliidae. IUCN kategoriserar arten globalt som otillräckligt studerad. Inga underarter finns listade i Catalogue of Life.